# ガスキエス氷期
ガスキエス氷期（ガスキエスひょうき）は、約5億8000万年前の氷河時代。ダイアミクタイトなどの氷成堆積物から示唆されており、579.63 ± 0.15 Maから579.88 ± 0.44 Maまで約34万年に亘って継続したとされる。当該の時代はエディアカラ紀の後期であり、先カンブリア時代における最後の主要な氷河時代である。先行するスターティアン氷期やマリノアン氷期と異なり地球全域が凍結するスノーボールアースには至らず、地球表層の部分的な凍結が発生した。ガスキエス氷期終結の後に海洋は大規模に酸化され、大型の体を持つエディアカラ生物群が出現した。

## 地質学的証拠
ガスキエス氷期と同時期に堆積したとされる全ての堆積物は分かれた8つの古大陸から発見されており、中には赤道付近（緯度10 - 30°）から得られたものもある。ニューファンドランド島に位置するGaskiers-Point La Haye の層厚300メートルのセクションは縞状のドロップストーンが密に構成している。そのδ13C 値は8‰と非常に低く、当時の異常な環境と整合的である。これは、氷床の存在する氷河時代において熱塩循環が卓越し、植物プランクトンの遺骸などから構成される有機炭素リザーバーが分解されたためと考えられている。氷床が存在しない場合、表層水は融氷水の影響で塩濃度が低くかつ表層で温められており、氷床存在時に形成された深層水は塩濃度が高くかつ冷却されていた。このため比重に隔たりが生じて成層構造が卓越し、熱塩循環が妨げられていた。
エディアカラ生物群の最古級の化石の直下に位置する部層からは、氷期が生物の進化を後押しした可能性がかつて示唆された。より正確な年代測定の結果、570 Maの大型化石とダイアミクタイトの間には、実際には900万年の開きがあることが判明した。エディアカラ紀の後期には海洋の酸化が起きていたことがδ13Cの強い負シフトや、堆積物中の鉄が還元的な状態から酸化的な状態へシフトすること、ならびに硫黄成分の酸化による硫酸イオン濃度の上昇から示唆される。これらの原因は続成作用やメタンハイドレートの融解、海水準低下による陸地の浸食などが挙げられるが、明確に定まってはいない。